# Owen Swiny
Owen Swiny (son nom de famille s'écrit aussi McSwiny, Swiney, MacSwiny ou MacSwinny), né en 1676, près d'Enniscorthy en Irlande, et mort le 2 octobre 1754, est un impresario de théâtre et d'opéra irlandais, et un négociant d'art, actif à Londres et à Venise.

## Biographie
Swiny est élève du Trinity College (Dublin) en 1694. Au printemps 1703, il travaille au théâtre de Drury Lane avec Christopher Rich. Il adapte également la pièce L'Amour médecin de Molière et la produit, sous le nom The Quacks, au théâtre de Drury Lane le 29 mars 1705. En 1706, il produit une adaptation de Camilla de Giovanni Bononcini qui remporte un grand succès.
Il est évincé de ce théâtre en 1709 par William Collier. Il devient en 1706 gérant du Queen's Theatre dans le Haymarket de John Vanbrugh, qui présente des opéras italiens à Londres, et il recrute le castrat Nicolini. Il se dispute avec Rich et lui débauche Colley Cibber. Après un succès initial avec des pièces de théâtre et des opéras, des intrigues de cour de Collier contre Swiny le mènent à la faillite vers janvier 1713. C'est après une représentation de Teseo de Händel, qu'il ne peut payer les chanteurs et fuit en France.
Il voyage en France, aux Pays-Bas et en Italie, et s'installe à Venise en 1721, comme agent de la Royal Academy of Music à la recherche de chanteurs et de librettistes pour les théâtres londoniens. C'est par son entremise que la chanteuse Faustina Bordoni vient à Londres en 1726. En 1729-1730, il recrute des chanteurs pour la nouvelle compagnie d'opéras de Händel. Il est aussi commanditaire et négociant d’œuvres d'artistes italiens pour des collectionneurs en Angleterre.
Dans les années 1720, il convainc le duc de Richmond de soutenir un projet de création d'une série de tableaux commémoratifs représentant des allégories de monuments funéraires de personnages importants de l'histoire récente de l'Angleterre, et notamment de la Glorieuse Révolution de 1688-1689. Pour cela, il constitue un groupe de peintres vénitiens et bolonais comprenant Piazzetta, Sebastiano et Marco Ricci, Canaletto, Giovanni Battista Pittoni, Giovanni Battista Cimaroli, Donato Creti et Francesco Monti.
McSwiny a l'idée, considérée comme excentrique, que dans chaque tableau, les personnages, le paysage, les bâtiments et les ornements sont peints par des artistes différents. On peut ainsi voir des personnages créés par Pittoni dans un environnement architectural peint par Domenico et Giuseppe Valeriani, élèves de Marco Ricci, ou encore Canaletto créer des architectures dans le style des capricci, avec Cimaroli pour les paysages, dans les images des tombes allégoriques de l’archevêque Tillotson et de Lord Somers, en 1722. Malgré son excentricité, le personnage de Swiny est apprécié, que ce soit en art ou en musique, pour ses compétences : l'un des peintres estime que « ses connaissances concernant bons tableaux, livres et antiquités sont aussi sures que possible ». Swiny a une personnalité intrigante : il est rugueux mais érudit, avec des idées artistiques brillantes et un sens intuitif sur la manière de présenter l'art de haut niveau à un spectateur de son époque.
Le projet n'est exécuté que partiellement, le duc de Richmond reçoit dix de ces tableaux. Swiny envisage la publication de l'ensemble des gravures tirées de ces tableaux. Il publie un prospectus intitulé To the Ladies and Gentlemen of Taste of Great Britain and Ireland dans les années 1730 en vue d'obtenir des souscriptions pour la publication, et en 1741 paraît un volume, intitulé Tombeaux des princes, grands capitaines et autres hommes illustrés, qui ont fleuri dans la Grande-Bretagne vers la fin du XVII et le commencement du XVIIIe siècle qui comprend neuf gravures. Sur l'instigation de John Churchill (1er duc de Marlborough), il prévoit une deuxième série, de six tableaux, mais le projet n'aboutit pas. Swiny intervient aussi comme intermédiaire entre Canaletto le duc de Richmond. De nombreux tableaux représentant des vues de Venise sont acquises par son entremise.
Le 26 février 1735, Swiny retourne à Londres. Il obtient un emploi à l'administration des douanes (custom house) et comme magasinier dans les étables royaux (les mews). En 1735 et 1736, la compagnie Opera of the Nobility envisage de l'envoyer en Italie recruter des chanteurs. En 1737, son portrait est peint par Peter van Bleeck (en), et l'année suivante par Jean-Baptiste van Loo et par Andrea Soldi. Quand Antonio Canaletto arrive en Angleterre en mai 1746, il est porteur d'une lettre de Joseph Smith pour Swiny, et celui-ci intervient auprès du duc de Richmond et Rosalba Carriera.
Vers 1749, Swiny fait un voyage à Paris pour le metteur en scène John Riche, en vue d'organiser la tournée de Londres de la troupe de Jean Monnet.
Il meurt à Londres en 1754 et est enterré à l'église St Martin-in-the-Fields. Ses biens sont légués, dans une fondation, à l'actrice Margaret Woffington (en), et sa vaste collection de peintures est également vendue à son bénéfice en 1755. Par ses dernières volontés, la fondation a comme administrateurs Robert Maxwell, secrétaire de Lionel Sackville, 1er duc de Dorset, et Francis Andrew, un avocat et ancien condisciple du Trinity College de Dublin.